# 南あわじ市立御原中学校
南あわじ市立御原中学校（みなみあわじしりつ みはらちゅうがっこう）は、兵庫県南あわじ市松帆古津路に所在した公立中学校。略称は「御中」（おんちゅう）。南あわじ市立辰美中学校とともに南あわじ市立西淡中学校に統廃合されたため、2013年3月をもって閉校となった。

## 校訓
校訓は、御中精神（おんちゅうせいしん）と呼ばれる。
|        | 御中精神               | 原点       |
| ------ | ---------------------- | ---------- |
| 海の心 | 互いに仲良く助け合おう | 包容、海容 |
| 砂の心 | 良心の声に従おう       | 清純、潔白 |
| 松の心 | 自ら進んで完成しよう   | 正義、強靭 |
| 水の心 | 高い知能を身に付けよう | 慧知、教養 |

## 学区
- 南あわじ市立松帆小学校
- 南あわじ市立湊小学校
- 南あわじ市立西淡志知小学校

## 部活動

### 文化部
- 文芸部
- 吹奏楽部

### 体育部
- 野球部
- バスケットボール部
- 男子、女子バレーボール部
- 男子、女子ソフトテニス部
- サッカー部

※陸上競技部は休部

### かつてあった部
- ソフトボール部
- 美術部

## 学校名について
南あわじ市内には同じ読みの三原中学校（みはらちゅうがっこう）が存在する。会話等ではどちらを示しているのかわかりづらい為、御原中学校を「おんちゅう」「おんはら」、三原中学校を「さんちゅう」「さんばら」として区別することがある。正式な場ではどちらも「みはらちゅうがっこう」と呼ばれる。尚、先に創立したのは御原中学校である。

## 著名な出身者
- 木場昌雄（元サッカー選手）
- 興津大三（元サッカー選手）
- 加地亮（サッカー選手）